# Numàyrides
Els numàyrides (àrab: النميريون, an-numayriyyūn) foren una dinastia àrab establerta a Diyar Múdar, a l'Alta Mesopotàmia occidental. Eren emirs de la tribu homònima, els Banu Numayr. La branca principal de la dinastia, fundada per Watthab ibn Sàbiq el 990, va governar les ciutats d'Haran, Saruj i Raqqà, de manera més o menys continuada, fins a finals del segle xi. A la primera part del regnat de Watthab (990-1019), els numàyrides també van controlar Edessa fins que els romans d'Orient la van conquerir a principis de la dècada dels 1030. El 1062, els numàyrides van perdre Raqqà contra els seus llunyans parents i antics aliats, els mirdàsides, mentre que el 1081, la seva capital Haran i la propera Saruj van ser conquerides pels turcs seljúcides i els uqàylides, els seus aliats àrabs. Els emirs numàyrides van continuar mantenint fortaleses aïllades a l'Alta Mesopotàmia, com Qàlat Najm i Sinn Ibn Utayr, prop de Samòsata, fins a principis del segle xii, però no se'n perd el rastre a partir del 1120.
Com a beduïns (àrabs nòmades), la majoria dels emirs numàyrides van evitar la vida sedentària a les ciutats que controlaven i tendiren a governar els seus emirats des dels seus campaments tribals al camp, mentre confiaven l'administració de les ciutats als seus ghilman (esclaus militars). Una excepció a aquesta pràctica fou l'emir Maní ibn Xabib (vers 1044-1063), sota el regnat de la qual els numàyrides van assolir el seu màxim territorial. Maní va residir a Haran, transformant el temple sabeu d'aquesta ciutat en un palau fortificat i bellament decorat.
Els numàyrides eren musulmans xiïtes. Inicialment van reconèixer la sobirania religiosa del Califat Abbàssida, musulmà sunnita, com a mínim nominalment, però més tard van canviar la seva fidelitat i van reconèixer el Califat Fatimita, d'adscripció xiïta, quan aquest va estendre la seva influència al nord de Síria el 1037. El 1060, però, és probable que tornessin a reconèixer la sobirania abbàssida.

## Territori
Els numàyrides van governar la regió de Diyar Múdar, a l'oest de la Jazira (Alta Mesopotàmia), tot controlant les terres entre Haran, Saruj i Raqqà de manera més o menys continuada entre el 990 i el 1081. Durant bona part d'aquest temps, van conviure, al sud i a l'oest, amb l'emirat mirdàsida, amb seu a Alep, a l'est amb l'emirat uqàylida, amb seu a Mossul, al nord amb l'emirat marwànida, amb seu a Mayyafariqin, i al nord-oest amb l'Imperi Romà d'Orient. Numàyrides, mirdàsides i uqàylides eren dinasties àrabs, mentre que els marwànides eren kurds. Totes eren petites dinasties independents que van sorgir al nord de Síria i a l'Alta Mesopotàmia a finals del segle x i inicis del segle xi, a causa de la incapacitat de les grans potències regionals, és a dir, el Califat Abbàssida, amb seu a Bagdad, el Califat Fatimita del Caire i l'Imperi Romà d'Orient, per controlar o annexionar-se aquestes regions. En diferents moments, els numàyrides es van aliar puntualment amb aquestes tres grans potències.

## Història

### Orígens
Els emirs numàyrides pertanyien a la tribu Banu Numayr, homònima de la dinastia. Els Banu Numayr eren una branca de la tribu Banu Àmir ibn Sàssaa i, per tant, de llinatge qaysita o àrab del nord; les tribus àrabs s'havien dividit, tot simplificant, entre llinatges àrabs del nord i del sud. El nom «Numayr» probablement s'associa amb nimr, la paraula àrab que significa ‘lleopard’. A diferència de la majoria dels fills d'Àmir ibn Sàssaa, que van esdevenir progenitors de grans branques de la tribu, es creu que Numayr, pel fet de tenir una ascendència materna diferent, no va entrar en aquestes aliances tribals. Durant gran part de la seva història, els Banu Numayr van ser un grup nòmada empobrit que es dedicava majoritàriament al pillatge. No se'ls documenta fins a l'època omeia (668-750 dC), quan dominaven els turons occidentals d'Al-Yamama, al centre d'Aràbia. Com a conseqüència del seu bandolerisme, els Banu Numayr van ser dispersats en una expedició pel general abbàssida Bughà al-Kabir el 846, però es van reagrupar en dècades posteriors.

El cronista medieval Ibn al-Adim sosté que els Banu Numayr van emigrar a l'Alta Mesopotàmia des d'Al-Yamama el 921, mentre que l'historiador Clifford Edmund Bosworth situa la seva arribada entre el 940 i el 955. Això situa el seu trasllat dins de la segona gran migració postislàmica de les tribus àrabs cap a Síria i Mesopotàmia, en aquesta ocasió relacionada amb el moviment càrmata. Com els Banu Numayr, moltes de les tribus que formaven part de l'exèrcit càrmata també eren branques dels Banu Àmir d'Aràbia, inclosos els Banu Kilab, els Banu Khafaja, els Banu Uqayl i els Banu Quxayr. Aquests grups beduïns (àrabs nòmades) van desarrelar en gran manera les tribus àrabs sedentàries que s'havien establert prèviament a l'Alta Mesopotàmia, van convertir els camins en insegurs per als viatgers i van danyar greument els cultius. Segons el cronista del segle x Ibn Hàwqal,
«... els Banu Numayr ... els van expulsar [els camperols i els beduins sedentaritzats] d'algunes de les seves terres, de fet de la majoria d'elles, mentre s'apropiaven d'alguns llocs i regions... Decidien sobre la seva protecció i sobre el preu de la protecció.»
El 942, els membres de la tribu Banu Numayr van servir de tropes auxiliars per a un governador abbàssida de l'Alta Mesopotàmia. Sis anys més tard, van ser emprats de la mateixa manera per Sayf-ad-Dawla (945–967), l'emir hamdànida d'Alep, contra les incursions del cabdill ikhxídida Abu-l-Misk Kàfur. Poc després, Sayf-ad-Dawla va intentar controlar les tribus beduïnes, la força creixent de les quals augmentava a costa de la població assentada. Així, els Banu Numayr van ser expulsats de Diyar Múdar i es van refugiar a Jàbal Sinjar, a Diyar Rabia, a l'est. Juntament amb altres tribus qaysites, els Banu Numayr es van revoltar contra Sayf-ad-Dawla i l'emir hamdànida de Mossul, Nàssir-ad-Dawla. Aquest els va expulsar al desert de Síria, mentre que el 955/956, Sayf-ad-Dawla obtenia la seva submissió i els confinava en una zona propera al riu Khabur a Diyar Múdar. Cap al 957, Sayf-ad-Dawla va llançar una altra expedició contra els Banu Numayr, que havien demostrar ser súbdits indisciplinats.

### Establiment a Haran

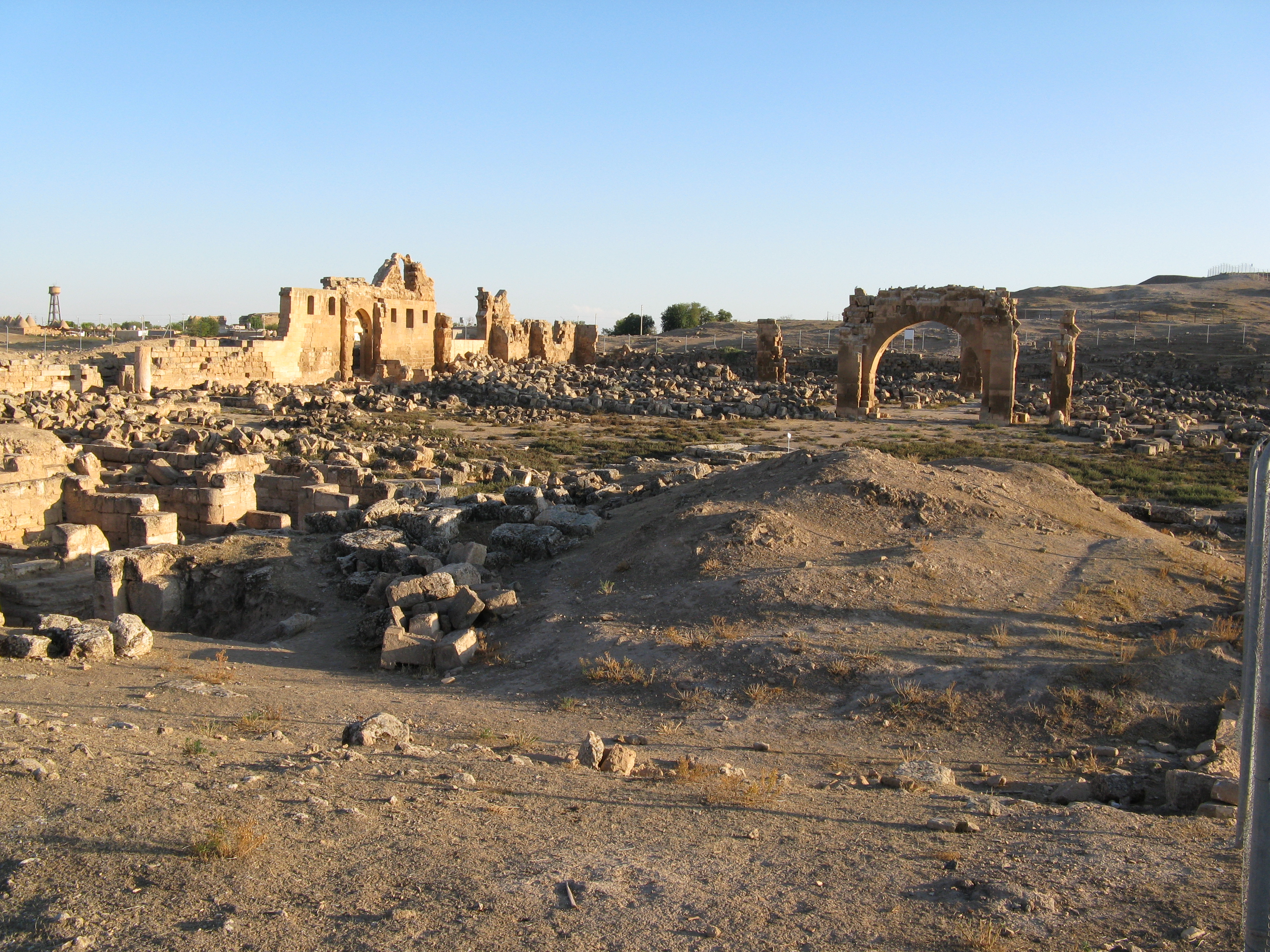
Ruines d'Haran, la ciutat més important de la dinastia numàyrida, controlada entre el 990 i el 1081

Quan Sayf-ad-Dawla va morir el 967, el seu emirat amb seu a Alep va entrar en un període de declivi administratiu. Això va dificultar la capacitat dels hamdànides per controlar de manera efectiva les àrees sud-orientals de Diyar Múdar, a prop de la frontera amb l'Imperi Romà d'Orient, obertament hostil, ja que això requeria un estricte control del Banu Numayr. Per aconseguir aquest suport, el successor de Sayf-ad-Dawla, Sad-ad-Dawla, va nomenar membres de la tribu governadors en ciutats com ara Haran, on hi va establir, com a governador, un emir dels Banu Numayr, Watthab ibn Sàbiq. El 990, aquest es va rebel·lar contra els hamdànides i va fundar un emirat independent a Haran. Aquest esdeveniment fou l'acte fundacional de la dinastia numàyrida.
Aquell mateix any Watthab es va fer càrrec de la ciutat fortificada de Saruj, a l'oest d'Haran, i el 1007 va conquerir Raqqà al seu governador hamdànida, Mansur ibn Lulu. Durant els primers anys del seu regnat, Watthab també va prendre als hamdànides Edessa, al nord de Saruj, i la va concedir al seu cosí Utayr. La captura d'Edessa va situar els numàyrides en una posició estratègica enfront dels romans d'Orient, el territori dels quals limitava amb Edessa al nord i a l'oest. Watthab va morir el 1019/1020 i el va succeir el seu fill Xabib.

### Govern de Xabib
Podria ser que els numàyrides perdessin el control d'Haran durant un temps, després de la mort de Watthab. [14] A més, durant la primera part del regnat de Xabib, els habitants d'Edessa es van oposar cada cop més a Utayr, probablement perquè va matar el popular representant del govern. El 1030, Nasr-ad-Dawla, emir marwànida de Mayyafariqin, va intervenir en nom dels habitants d'Edessa, va matar Utayr i va prendre la ciutat. Les narracions no concorden sobre si fou Nasr-ad-Dawla o l'emir mirdàsida d'Alep, Sàlih ibn Mirdàs, qui va decidir la partició del territori d'Edessa després de la mort d'Utayr. Sigui com sigui, un fill d'Utayr, conegut a les fonts simplement com Ibn Utayr, ‘el fill d'Utayr’, va ser nomenat governador de la principal ciutadella d'Edessa, mentre que a Xibl-ad-Dawla, un emir numàyrida de segona fila, se li va concedir la ciutadella menor de la ciutat. Així, tot i que Edessa va romandre en mans de prínceps numàyrids, a la pràctica va estar fora del control de Xabib.
El 1030/31 es van iniciar negociacions entre els romans d'Orient i Ibn Utayr (o els seus patrons marwànides) per tal de transferir la principal ciutadella d'Edessa a control romà; en aquell moment, Ibn Utayr estava sent desafiat per Xibl-ad-Dawla, senyor de la ciutadella menor, cosa que va provocar que Ibn Utayr, o els marwànides, venguessin la ciutadella principal a l'emperador Romà III, per 20.000 dinars d'or i diversos pobles. Després de la compra, les tropes de Xibl-ad-Dawla van fugir, els habitants musulmans van ser massacrats i les mesquites de la ciutat van ser cremades. Mentrestant, Ibn Utayr, aparentment, es va traslladar a una fortalesa que portaria el seu nom, prop de Samòsata, Sinn Ibn Utayr.
El 1032 Xabib i els romans van acordar la delimitació de les seves fronteres: Edessa va romandre en territori romà, mentre que la resta de Diyar Múdar va quedar sota domini numàyrida. Una mica després, en un moment indeterminat, Xabib va arribar a pagar tribut als romans. Com que no va poder desafiar eficaçment els romans, Xabib es va centrar a expandir el seu domini cap a l'est i el nord, cap als territoris marwànida i uqàylida. El 1033 va assaltar Nisibin, controlada pels uqàylides, però va ser repel·lit. L'any següent va obtenir el suport militar romà i va avançar contra Amid, la capital marwànida. Es va retirar després d'una demostració de força per part d'una coalició marwànida-uqàylida. El mateix 1033 o el 1034, la ciutat d'Haran va ser restituïda a Xabib, al preu d'una terrible fam, una epidèmia i un aixecament local. El 1036, Xabib i Ibn Utayr van abandonar el bàndol romà i es van unir a l'esforç marwànida-uqàylida per expulsar els romans d'Edessa. Els numàyrides van capturar i saquejar la ciutat, van fer molts presoners i van matar a molts dels seus habitants. Tanmateix, no van apoderar-se de la ciutadella i Xabib es va retirar a correcuita per poder fer front a l'amenaça d'un atac seljúcida contra Haran. Xabib i els romans d'Orient van signar una nova pau el 1037 i Edessa va ser confirmada com a possessió romana.
El 1037 la pau entre Xabib i els seus veïns li va permetre donar suport al seu cunyat Nasr ibn Sàlih, emir mirdàsida d'Alep, en contra de l'ofensiva d'Anuixtiguín ad-Duzbarí, el governador fatimita de Síria amb seu a Damasc; els fatimides tenien com a objectiu ampliar el control directe sobre el nord de Síria, controlat pels seus vassalls nominals, els mirdàsides. Aquests eren membres dels Banu Kilab i, per tant, parents llunyans dels Banu Numayr. Segons l'historiador Suhayl Zakkar, les dues tribus mantenien, en general, bones relacions i l'historiador Thierry Bianquis sosté que l'«aliança Numayr–Kilab ... controlava tot el nord de Síria i gran part de l'oest de la Jazira [i.e. l'Alta Mesopotàmia]». La germana de Xabib, as-Sayyida Alawiyya, que destacava per la seva intel·ligència i bellesa, estava casada amb Nasr ibn Sàlih i més tard va tenir un paper important en la política d'Alep. El maig de 1038 ad-Duzbarí va assassinar Nasr ibn Sàlih i va avançar contra Alep, la qual cosa va provocar que Xabib, as-Sayyida i el germà i successor de Nasr, Thimal, es retiressin a l'Alt Mesopotàmia. Posteriorment as-Sayyida es va casar amb Thimal. El 1038 Xabib va sotmetre's als fatimites i va ordenar que el califa al-Mustànsir fos reconegut com a sobirà islàmic en les pregàries del divendres. Aquest fet va suposar una ruptura formal amb el Califat Abbàssida, la legitimitat religiosa del qual els numàyrides havien reconegut fins aleshores.

### La lluita per Raqqà

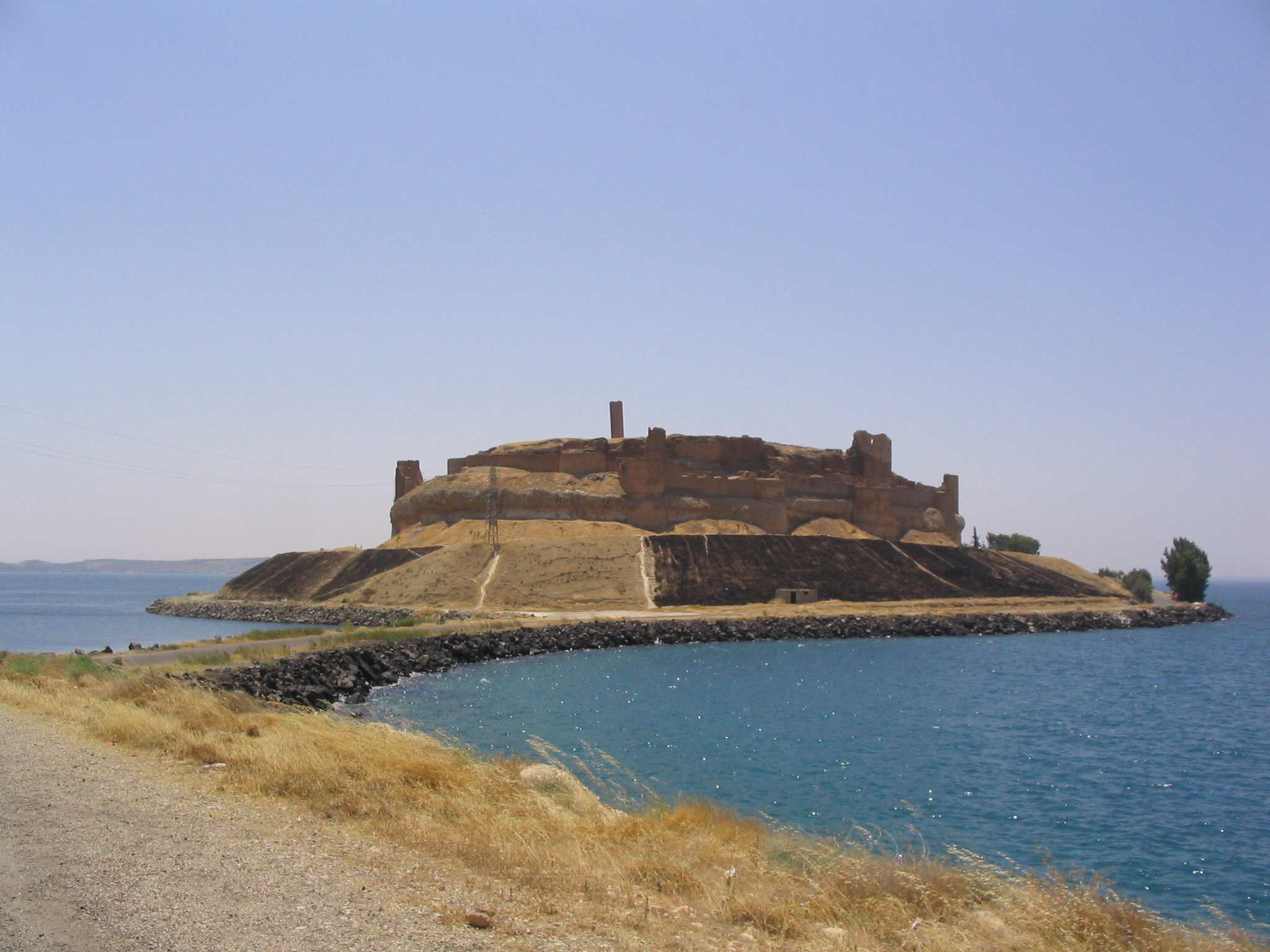
Maní ibn Xabib va vendre la fortalesa de Qàlat Jàbar al governador fatimita Anuixtiguín ad-Duzbarí, però la va recuperar en morir aquest el 1041

Xabib va morir el 1039/1040 sense cap hereu adult, la qual cosa va provocar que el territori numàyrida fos dividit entre els seus germans Mutaïn i Qawam, que compartien el control d'Haran i Raqqà, i un cert Hassan, aparentment un fill de Xabib, que governava Saruj. La mort de Xabib va encetar un llarg litigi entre els Banu Numayr i els Banu Kilab per Raqqà i les fèrtils pastures que envoltaven aquesta ciutat. En el moment de la mort de Xabib, as-Sayyida vivia a ar-Rafiqa, una vila a toca de Raqqà, després d'haver-s'hi traslladat amb Thimal, quan els fatimites ocuparen Alep. As-Sayyida va intentar apoderar-se de Raqqà expulsant-ne el representant dels seus germans i es va casar amb Thimal «per tal de preservar la seva autoritat i salvaguardar els seus interessos», segons explica Ibn al-Adim. Thimal va prendre possessió de Raqqà, expandint així el territori tribal dels Banu Kilab a tota l'àrea entre els rius Balikh i Eufrates. Al mateix temps, ad-Duzbarí, tement la creixent força de Thimal a l'Alta Mesopotàmia, va comprar la fortalesa de Qàlat Jàbar, al nord de Raqqà, a un altre fill de Xabib, Maní. Quan va morir ad-Duzbarí, el 1041, Maní va recuperar immediatament Qàlat Ja'bar. Aleshores, Thimal es va reconciliar amb els fatimites i va ser restaurat a Alep.
Les tensions al voltant de Raqqà van augmentar quan, entre 1044 i 1056, Maní va arribar a la majoria d'edat i es va fer càrrec dels Banu Numayr. Maní es va considerar a si mateix com l'hereu legítim de les possessions de Xabib i va intentar recuperar-les per la força. Va canviar la fidelitat formal numàyrida als fatimites pel reconeixement del sultà seljúcida Tughril Beg de Bagdad, que va enviar a Maní títols d'honor i va emetre un decret amb el qual li concedia Raqqà. L'abril de 1056, després que Thimal rebutgés la sol·licitud de Maní de retirar-se de Raqqà, van esclatar les hostilitats entre les dues parts. En aquell moment Maní ja havia pres Haran als seus oncles.
Els fatimites van intentar estabilitzar la situació a l'Alta Mesopotàmia tot donant suport al general anti-seljúcida Arslan al-Bassassirí, que van intentar utilitzar per envair l'Iraq. L'emissari fatimita, al-Muàyyad aix-Xirazí, tenia una visió molt negativa de Maní i es va inclinar per donar suport a Thimal, però més tard va ser convençut pel cap dels Banu Màzyad, partidari d'al-Bassassirí, que Maní era essencial per a la causa anti-seljúcida. Al-Muàyyad va convèncer Maní per aliar-se de nou amb els fatimites. Coim a recompensa, al-Bassassirí va prendre Raqqà a Thimal i la va transferir a Maní l'octubre de 1057. Segons el cronista Ibn Xaddad, al-Bassassirí no va capturar Raqqa, sinó que Thimal va lliurar tant Raqqà com al-Rafiqa a Maní a causa de la pressió militar.

### Zenit
El lliurament de Raqqà per part de Thimal va suposar un gran canvi en l'equilibir de poders al nord de Síria i a l'Alta Mesopotàmia, ja que els fatimites també van obligar Thimal a evacuar Alep el gener de 1058. Al mateix temps, els fatimites van lliurar grans quantitats de diners a Maní per tal d'assegurar el seu suport a la campanya d'al-Bassassirí. Aquests diners van permetre a Maní establir-se fermament a Haran tot construint-hi un palau-ciutadella al lloc de l'antic temple sabeu. El gener de 1059, al-Bassassirí va aconseguir expulsar els seljúcides de Bagdad, enderrocar el califa abbàssida al-Qàïm (1031-1059, 1060-1075) i proclamar la sobirania fatimita sobre Bagdad. En aquell moment, Maní va ser més ric i poderós que mai. Els numàyrides no van ajudar al-Bassassirí en aquesta campanya malgrat la seva aliança formal. Simultàniament, Maní va intentar reforçar el regne numàyrida davant un possible ressorgiment abbàssida-seljúcida a l'Iraq; la manca de suport tant a Maní com a al-Bassassirí per part dels fatimites del Caire, que acabaven d'experimentar canvis polítics significatius, segurament van persuadir Maní de tornar al bloc abbàssida–seljúcida. Aquell mateix any, Maní va estendre el territori numàyrida fins al seu extrem més meridional tot capturant les ciutats fortificades d'al-Rahba i al-Qarqisiyah, a la zona dels rius Khabur i Eufrates. D'altra banda, va refugiar-se a Haran al net i hereu aparent d'al-Qàïm, Úddat-ad-Din, de quatre anys d'edat, que havia estat tret d'amagat de Bagdad, quan fou presa per al-Bassassirí.
El 1060, després que el regnat de quaranta setmanes d'al-Bassissirí acabés amb la seva derrota i execució per part dels seljúcides, Maní va casar una de les seves filles amb Úddat-ad-Din per establir vincles amb la família califal. Úddat-ad-Din va ser enviat a Bagdad amb molts regals i posteriorment succeiria al-Qàïm, que havia recuperat el seu tron. Tot i que no s'esmenta explícitament en les cròniques contemporànies, Maní probablement va retornar a la fidelitat abàssida després de la derrota d'al-Bassassirí. Segons l'historiador D. S. Rice, els numàyrides es van beneficiar enormement de l'«incident d'al-Bassassirí», ja que van guanyar Raqqà als mirdàsides i van rebre grans quantitats de diners del fatimites «sense comprometre's explícitament» a la «perillosa empresa» de l'intent de cop d'estat d'al-Bassassirí. El període entre 1058 i 1060 va representar el pic de la potència numàyrida.

### Declivi i caiguda
El 1060, Maní va donar suport al seu nebot i sobirà mirdàsida, Mahmud ibn Nasr, fill de Nasr ibn Sàlih i as-Sayyida Alawiyya, contra l'intent de Thimal de recuperar Alep. Mahmud va ser derrotat i es va refugiar als dominis de Maní. As-Sayyida Alawiyya va intervenir i va negociar una treva entre Thimal i Maní. Tanmateix, aquest va patir un nou revés greu a mans dels mirdàsides quan el germà de Thimal, Atiyya ibn Sàlih, li va prendre Raqqà el 1062. Poc després, entre el juliol de 1062 i l'abril de 1063, Maní va morir en una emboscada, sense deixar cap successor apte. Heidemann afirma que amb la mort de Maní, «els Banu Numayr van perdre gran part de la seva importància i aviat van caure en l'oblit.»
L'expansió seljúcida a Síria i l'Alta Mesopotàmia després de la seva victòria sobre els romans d'Orient a la batalla de Mantziciert el 1071 va amenaçar l'emirat numàyrida; la derrota romana va privar tant els numàyrides com els mirdàsides d'un poderós protector. El 1081, l'emir uqàylida Múslim ibn Qurayx, recolzat pels seljúcides, va conquerir Haran als successors de Maní, els noms dels quals ni tan sols van ser registrats a les fonts. Segons l'historiador Ibn al-Athir, Ibn Qurayx va nomenar Yahya ibn ax-Xatir, un ghulam numàyrida que havia ajudat Ibn Qurayx, governador d'Haran, mentre que un altre cronista medieval, Sibt ibn al-Jawzí, afirma que un cert Jàfar al-Uqaylí va ser nomenat governador i hi va promoure l'islam xiïta. Aquell mateix any, els uqàylides van prendre el control de Saruj a Hassan, que l'havia mantingut contínuament des de 1039. A Hassan se li va donar Nisibin a canvi i va governar aquesta ciutat com a vassall uqàylida.
El 1083, Abu-Jalaba, el cadi hanbalita d'Haran, i un emir numàyrida (potser Ibn Utayr o cert Ibn Atiyya an-Numayrí) van liderar una revolta contra els uqàylides. Els rebels lluitaven en nom d'un príncep numàyrida que encara era un nen, Alí ibn Watthab, possiblement un fill petit de Maní, i es van apoderar de la ciutat durant un curt període. A finals d'any, l'aixecament va ser sufocat per Ibn Qurayx, que va executar Abu-Jalaba, els seus fills i un centenar de revoltats. Ibn asix-Xatir va seguir administrant Haran després de la mort d'Ibn Qurayx el 1085 i l'any següent fou confirmat en el càrrec pel sultà seljúcida Màlik-Xah. L'arribada dels seljúcides i de les forces tribals turcmanes aliades amb aquests va posar fi al domini de les tribus àrabs, inclosos els Banu Numayr, al nord de Síria i a l'Alta Mesopotàmia.
Malgrat la pèrdua de la capital i de gran part del seu poder, els numàyrides van mantenir certa presència a la regió fins al segle xii, tot mantenint el control d'algunes fortaleses aïllades entre si, com ara Qàlat Najm, al nord de l'Eufrates, i Sinn Ibn Utayr. Segons Rice, els Banu Numayr «encara eren espasmòdicament actius» durant aquest període. El 1101 van matar l'emir uqàylida Muhàmmad ibn Múslim, un fill d'Ibn Qurayx, a Hit, i quatre anys més tard van liderar una fracassada incursió contra el general seljúcida Afxín. El 1110, els numàyrides, dirigits per un tal Jawxan an-Numayrí, van prendre Raqqà al seu governador turcman, Alí ibn Sàlim, que van assassinar, però en foren desallotjats poc temps després. Els croats, que havien aparegut a la regió a principis de segle, van prendre Sinn Ibn Utayr a l'emir numàyrid Maní ibn Utayr an-Numayrí el 1118. El cronista medieval al-Adhimí afirma que els numàyrides encara retenien Qàlat Najm el 1120, però després d'aquesta dada ja no se sap res més.

Rice va descobrir en 1952 que els descendents dels Banu Numayr seguien vivint a Haran i els seus voltants, on eren coneguts com a Nmēr, una forma col·loquial de pronunciar «Numayr», i que pertanyien a la confederació de Jēs, una forma col·loquial de «Qays». També va assenyalar que desconeixien «que els seus avantpassats havien estat feia temps, durant gairebé un segle, els “senyors de Raqqa, Saruj i Haran”.»

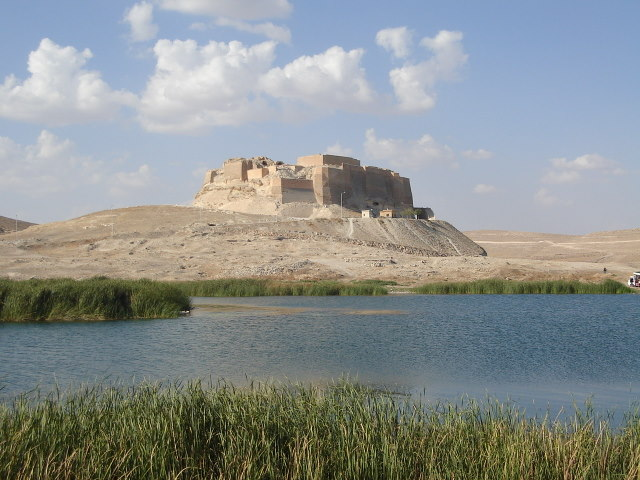
Qàlat Najm fou la darrera possessió documentada dels numàyrides

## Cultura

### Govern

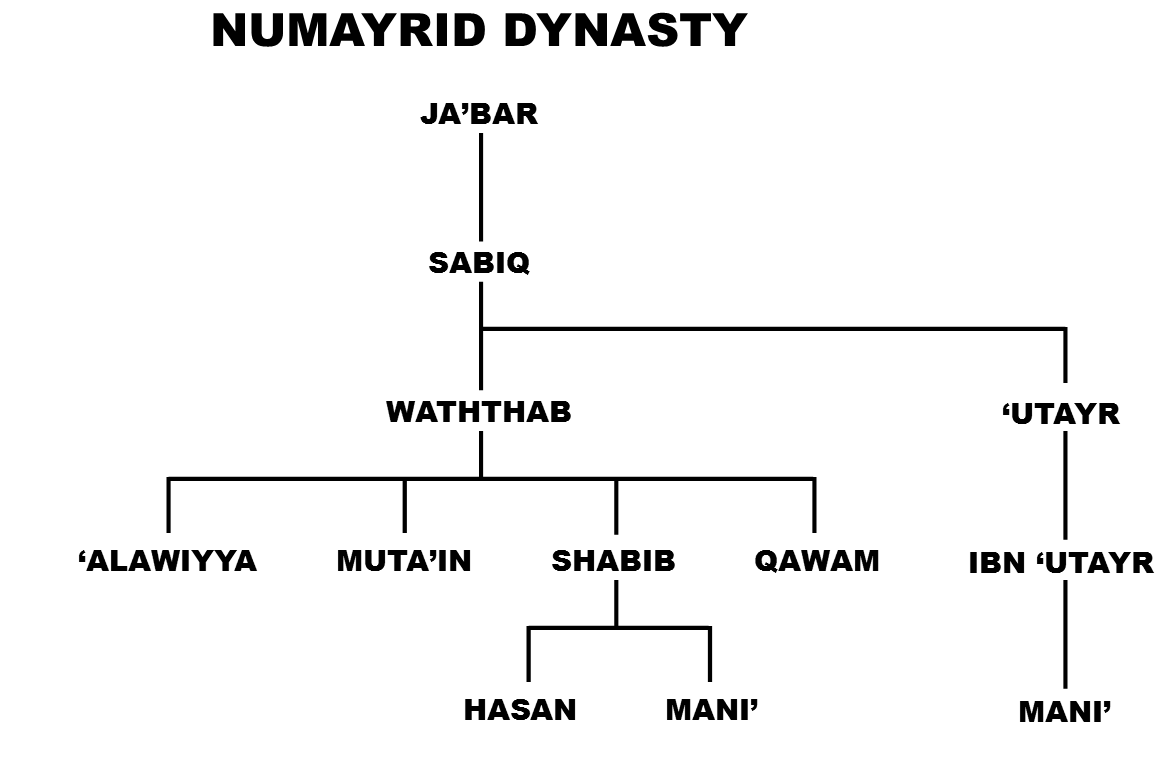
Arbre genealògic dels numàyrides (en anglès)

Un cop al poder, els numàyrides van decidir protegir, governar i gravar les comunitats que habitaven els territoris agrícoles i les ciutats que controlaven, en lloc de saquejar-les, tal com també feren les tribus beduines dels Banu Kilab al nord de Síria i dels uqàylides a Diyar Rabia. En canvi, altres grups beduïns coetanis, en concret els jarràhides de Transjordània i Palestina, van saquejar el seu territori i van atacar constantment la població. Malgrat això, els numàyrides van conservar aspectes del seu estil de vida nòmada, incloent l'aprensió a viure en entorns urbans. En tant que beduïns, els emirs i els cabdills numàyrides es van abstenir de residir a les ciutats que controlaven; per contra, tendiren a construir «miniprincipats» al camp que rodejaven les seves respectives fortaleses. L'administració de les ciutats, inclosos els impostos, va ser confiada a un representant que governava en nom de l'emir. Aquest representant era, normalment, un ghulam. L'excepció a aquesta manera de funcionar la va marcar Maní, que va decidir residir a Haran. Segons Heidemann, 

«Les activitats constructives a Haran i probablement també a Raqqà són la prova que Maní no considerava les ciutats només com a llocs d'explotació fiscal. Va voler presentar-se a dins de la ciutat també com a governant urbà, tot mantenint, però, la seva base de poder, els Banu Numayr, a les pastures.» 
Els numàyrides, igual que els seus veïns marwànides, van utilitzar el títol d'amir (emir, príncep). Els emirs numàyrides Xabib i Maní també van utilitzar els làqabs o títols honorífics d'influència fatimita de Saníat-ad-Dawla i Najib-ad-Dawla, respectivament. Probablement van adoptar aquests títols durant els períodes de fidelitat formal als fatimites. Els numàyrides van establir una seca a Haran i, sota Maní, també una a Raqqà. A les monedes s'indicava el nom de l'emir numàyrida, la qual cosa, a l'època islàmica medieval, era símbol de poder sobirà.

### Llegat arquitectònic
El 1059, durant el seu zenit, Maní va transformar el temple sabeu d'Haran en una residència fortificada i ben ornamentada. Les excavacions de la moderna ciutadella d'Haran van revelar que l'edició de Maní consistia, en part, en dues petites torres quadrades de basalt connectades entre si mitjançant un arc decorat. Els fragments d'una inscripció cúfica trobats en un bloc basàltic de la ciutadella daten la construcció del palau l'any 1059. Rice afirma que la inscripció representa el «text islàmic més antic trobat fins ara a Haran i l'únic document epigràfic que es conserva de la dinastia numàyrida.»
Heidemann sosté que, durant el regnat de Maní, probablement també hi va haver activitat constructiva a Raqqà i a la propera al-Rafiqah, incloent la possible restauració d'una mesquita del divendres en aquesta última ciutat. Tanmateix, no s'han conservat rastres d'activitat constructiva d'època numàyrida a Raqqà/al-Rafiqah.

### Religió
Com els hamdànides, els fatimites o els mirdàsides, gran part dels Banu Numayr seguien l'islam xiïta. Tanmateix, políticament, al principi foren formalment fidels al Califat Abbàssida, musulmà sunnita, tot i que durant els darrers anys de Xabib van reconèixer el Califat fatimita, musulmà xiïta. Sota Maní, els numàyrides van retornar a la fidelitat abbàssida, però entre 1056 i 1059 tornaren a reconèixer els fatimites per finalment retornar, nominalment, a la subjecció abbàssida.